# Norînți, Narodîci
Norînți (în ucraineană Норинці) este localitatea de reședință a comunei Norînți din raionul Narodîci, regiunea Jîtomîr, Ucraina.

## Demografie
Componența lingvistică a localității Norînți
     Ucraineană (96,19%)
     Rusă (2,67%)
     Alte limbi (0,95%)
Conform recensământului din 2001, majoritatea populației localității Norînți era vorbitoare de ucraineană (96,19%), existând în minoritate și vorbitori de rusă (2,67%).